# 只因愛你
《只因愛你》是香港歌手陳百強的第十九張粵語大碟，是其生前及未陷入大昏迷前最後一張親自完成的個人專輯，收錄了陳百強最後一首登上排行榜冠軍的名曲《只因愛你》，而《回望》、《歌者戀歌》及《而情是近》亦是廣收好評的好歌。此碟於1991年9月10日推出，這亦是陳百強首張亦是唯一一張沒有同時發行黑膠唱片的專輯，只有在中國大陸有發行小改版的引進版黑膠唱片。

## 製作背景
主打歌曲為《只因愛你》，也是陳百強最後一首得獎的歌曲。這專輯包含了兩首由陳百強作曲的歌曲，《而情是近》和《歌者戀歌》。當中《歌者戀歌》是一首非常動聽的歌，內容是與陳百強的內心感受有關。《痴情歲月》、《而情是近》、《末世紀風騷》和《野性的心》都是一些快歌，節奏獨特，是陳百強後期的其中一種歌曲的特性，在這專輯是不可缺少的。而《夜的心》是歌手Michael Jackson的《Human Nature》，這亦是Michael Jackson第三首被譯做廣東歌的歌(第一首是大AL張武孝的《輕鬆》改自Beat It，第二首是葉蒨文的《慢慢地更好好》改自The Way You Make Me Feel)，是陳百強的新嘗試。另外，《回望》帶給人一種無重的悲痛，非常感動而又傷心不絕（有回望陳百強回望其樂壇心態的感概），旋律也非常動聽。還有《豈在朝朝暮暮》和《是你》都是一種很優美的歌，而《豈在朝朝暮暮》是陳百強很動聽的其中一首苦歌。
據聞為拍攝此唱片封面，陳百強曾自資邀請劉培基、張叔平等知名專業人士設計指導。
在唱片推出期間，華納曾於香港地鐵站內投放燈箱廣告。
在同年推出的中國大陸引進版《只因愛你》黑膠唱片中，《末世紀風騷》和《野性的心》二曲被換成了舊曲《再見Josephine》和《有了你》。

## 迴響
頂級時裝設計師及形象顧問劉培基在2013年商台節目中曾如此描述他印象中的陳百強：「陳百強，太完美了。我覺得他幾乎是這個圈里面我所見過最純真、最天真、最不知天高地厚的一個小朋友，對自己永遠都要求美好，純真，他從不覺得自己是一個巨星，所以我寫到他那篇文章的時候，我把標題定為「天國掉下人間的一滴淚」，因為他真是！」（註：文章收錄於劉的自傳《舉頭望明月》）
劉培基在其2013年出版的自傳《舉頭望明月》中如此寫道：
九一年，我替陳百強設計「紫色個體演唱會」的舞臺服裝，演唱會結束后，陳百強親自捧著一束鮮花和一盒重甸甸的禮物，來到我家，我擁抱他，深深地吻了他一下。他令我感動。這些年來替不少藝人設計過衣服，一般只會透過電話，或是托人送花、送巧克力，附一張多謝卡表達謝意，陳百強是唯一一個親身前來道謝的人。」（註：陳百強送的是一尊水晶豹）

## 曲目
| 曲序     | 曲目         |          | 作曲          | 编曲        | 备注                                                                                              | 时长  |
| -------- | ------------ | -------- | ------------- | ----------- | ------------------------------------------------------------------------------------------------- | ----- |
| 1.       | 痴情歲月     | 潘源良   | 徐日勤        | 徐日勤      | 第四主打                                                                                          | 4:55  |
| 2.       | 而情是近     | 王書權   | 陳百強 徐日勤 | 徐日勤      | 第三主打                                                                                          | 4:15  |
| 3.       | 末世紀風騷   | 周禮茂   | 徐日勤        | 徐日勤      |                                                                                                   | 4:18  |
| 4.       | 歌者戀歌     | 林夕     | 陳百強        | 徐日勤      |                                                                                                   | 4:35  |
| 5.       | 豈在朝朝暮暮 | 向雪懷   | 賴健聰        | 賴健聰      |                                                                                                   | 4:43  |
| 6.       | 只因愛你     | 林夕     | 徐日勤        | 徐日勤      | 第一主打 改編自徐日勤寫給陳潔靈的《無緣》，1989年亞洲電視劇《野櫻花》主題曲，向雪懷作詞，未出碟。 | 4:50  |
| 7.       | 夜的心       | 周禮茂   | Steve Porcaro | 徐日勤      | 第二主打 改編自Michael Jackson的《Human Nature》                                                  | 4:20  |
| 8.       | 回望         | 譚舒中   | 中村由利子    | 徐日勤      | 改編自中村由利子的《パストラル》（田園），純音樂。                                                | 3:20  |
| 9.       | 野性的心     | 林夕     | 徐日勤        | 徐日勤      |                                                                                                   | 4:34  |
| 10.      | 是你         | 達輝     | Fabio Carli   | Fabio Carli |                                                                                                   | 4:05  |
| 总时长： | 总时长：     | 总时长： | 总时长：      | 总时长：    | 总时长：                                                                                          | 43:55 |

## 製作人員
- 監制：徐日勤

徐日勤、賴健聰 (豈在朝朝暮暮)
徐日勤、Fabio Carli (是你)
陳百強、徐日勤 (歌者戀歌、而情是近)
- 助理監制：賴健聰
- 錄音及混音：David Ling Jr (S&R)、吳子良Ronnie Ng (Sound Station)、朱偉文Raymond Chu (R&B)
- 電子合成器：Ian
- 吉他：鄧建明Joey、蘇德華
- 薩克斯風：Phil
- 和音：雷有曜Albert、雷有輝Patrick、崔雅儀Corrina Choi、Anna Katemopoulos、周小君、陳碧清Nancy Chan、馮文傑George、鍾慶鴻Barry Chung
- 形象顧問：劉培基Eddie Lau
- 化妝：ID Yellow
- 發型：Buffy
- 美術指導：張叔平William Chang
- 攝影：陳華熙Justin Chan
- 封套制作：Phoebe Lee

## 派台成績
| 歌曲     | 港台 中文歌曲龍虎榜 | 無線 勁歌金榜 | 商台 叱吒樂壇流行榜 | 新城 新城勁爆榜 |
| -------- | ------------------- | ------------- | ------------------- | --------------- |
| 只因愛你 | 1▲                  | 1●            | 2                   | (-)             |
| 夜的心   | (-)                 | 2             | 6                   | 1◆              |

▲1991年第38周 (09.21)

●1991年第35周

◆1991年第44周

## 獎項
- 1991年度十大勁歌金曲

- 「十大勁歌金曲第三季季選」：《只因愛你》